# Salto con gli sci ai XXIV Giochi olimpici invernali - Gara a squadre mista
La gara a squadre mista del salto con gli sci dei XXIV Giochi olimpici invernali di Pechino si è disputata il 7 febbraio 2022 presso il National Ski Jumping Centre, situato nella prefettura di Zhangjiakou. La competizione è stata vinta dalla squadra slovena composta da Nika Križnar, Timi Zajc, Urša Bogataj e Peter Prevc.

## Risultati
La finale è iniziata alle 19:44.
| Clas    | Bib                    | Paese                                                                         | Round 1                | Round 1                       | Round 1 | Round finale          | Round finale                  | Round finale    | Totale                          |
| Clas    | Bib                    | Paese                                                                         | Distanza (m)           | Punti                         | Class   | Distanza (m)          | Punti                         | Class           | Punti                           |
| ------- | ---------------------- | ----------------------------------------------------------------------------- | ---------------------- | ----------------------------- | ------- | --------------------- | ----------------------------- | --------------- | ------------------------------- |
| Oro     | 9 9–1 9–2 9–3 9–4      | Slovenia Nika Križnar Timi Zajc Urša Bogataj Peter Prevc                      | 101.0 97.5 106.0 101.5 | 506.4 126.6 120.4 133.1 126.3 | 1       | 99.5 100.0 101.5      | 495.1 121.5 123.0 124.3 126.3 | 1               | 1,001.5 248.1 243.4 257.4 252.6 |
| Argento | 4 4–1 4–2 4–3 4–4      | ROC Irma Makhinia Danil Sadreev Irina Avvakumova Evgenii Klimov               | 86.0 99.5 92.0 100.5   | 448.8 92.4 124.1 105.8 126.5  | 3       | 81.5 100.5 91.5 103.0 | 441.5 81.4 125.8 103.7 130.6  | 4               | 890.3 173.8 249.9 209.5 257.1   |
| Bronzo  | 2 2–1 2–2 2–3 2–4      | Canada Alexandria Loutitt Matthew Soukup Abigail Strate Mackenzie Boyd-Clowes | 84.0 87.0 93.5 101.5   | 415.4 87.6 94.1 108.3 125.4   | 4       | 90.0 89.0 91.5 101.5  | 429.2 101.4 97.1 102.6 128.1  | 5               | 844.6 189.0 191.2 210.9 253.5   |
| 4       | 6 6–1 6–2 6–3 6–4      | Giappone Sara Takanashi Yukiya Satō Yuki Ito Ryōyū Kobayashi                  | DSQ 99.5 93.0 102.5    | 359.9 0.0 122.9 106.9 130.1   | 8       | 98.5 100.5 88.0 106.0 | 476.4 118.9 122.7 97.3 137.5  | 2               | 836.3 118.9 245.6 204.2 267.6   |
| 5       | 10 10–1 10–2 10–3 10–4 | Austria Daniela Iraschko-Stolz Stefan Kraft Lisa Eder Manuel Fettner          | DSQ 102.0 96.0 101.0   | 370.7 0.0 130.2 113.1 127.4   | 6       | 84.0 102.0 90.5 102.0 | 447.3 86.4 131.2 101.8 127.9  | 3               | 818.0 86.4 261.4 214.9 255.3    |
| 6       | 5 5–1 5–2 5–3 5–4      | Polonia Nicole Konderla Dawid Kubacki Kinga Rajda Kamil Stoch                 | 75.5 96.0 80.5 99.5    | 386.1 67.8 114.6 78.4 125.3   | 5       | 72.5 101.0 73.5 102.5 | 377.1 61.3 123.6 61.4 130.8   | 6               | 763.2 129.1 238.2 139.8 256.1   |
| 7       | 3 3–1 3–2 3–3 3–4      | Rep. Ceca Klára Ulrichová Čestmír Kožíšek Karolína Indráčková Roman Koudelka  | 78.5 91.0 78.0 93.0    | 362.5 76.2 104.5 74.3 107.5   | 7       | 73.5 92.5 83.0 92.5   | 360.3 61.5 106.8 84.5 107.5   | 7               | 722.8 137.7 211.3 158.8 215.0   |
| 8       | 7 7–1 7–2 7–3 7–4      | Norvegia Anna Odine Strøm Robert Johansson Silje Opseth Marius Lindvik        | 92.0 99.5 91.0 102.5   | 457.4 104.5 123.2 101.4 128.3 | 2       | DSQ 100.5 DSQ 100.5   | 250.5 0.0 124.9 0.0 125.6     | 8               | 707.9 104.5 248.1 101.4 253.9   |
| 9       | 8 8–1 8–2 8–3 8–4      | Germania Selina Freitag Constantin Schmid Katharina Althaus Karl Geiger       | 88.0 101.0 DSQ 101.5   | 350.9 95.4 127.7 0.0 127.8    | 9       | Did not advance       | Did not advance               | Did not advance | 350.9 95.4 127.7 0.0 127.8      |
| 10      | 1 1–1 1–2 1–3 1–4      | Cina Dong Bing Song Qiwu Peng Qingyue Zhao Jiawen                             | 76.0 71.5 65.0 74.0    | 229.8 69.4 57.7 42.0 60.7     | 10      | Did not advance       | Did not advance               | Did not advance | 229.8 69.4 57.7 42.0 60.7       |